# Ciclismo ai XXI Giochi del Commonwealth
Le gare di ciclismo ai XXI Giochi del Commonwealth si svolsero dal 5 al 14 aprile 2018 nel Queensland. Le gare su strada si svolsero lungo un percorso cittadino (Beachfront) a Currumbin, le gare di mountain biking si svolsero al Nerang National Park mentre le gare su pista (ciclismo e paraciclismo) all'Anna Meares Velodrome di Brisbane.
Vennero assegnati 26 titoli, 4 su strada, 2 nel mountain biking, 20 su pista (16 di ciclismo e 4 di paraciclismo).

## Medagliere
| Pos.   | Nazione       | Oro | Argento | Bronzo | Totale |
| ------ | ------------- | --- | ------- | ------ | ------ |
| 1      | Australia     | 14  | 3       | 6      | 23     |
| 2      | Inghilterra   | 4   | 4       | 5      | 13     |
| 3      | Scozia        | 4   | 4       | 2      | 10     |
| 4      | Nuova Zelanda | 3   | 9       | 5      | 17     |
| 5      | Galles        | 1   | 4       | 1      | 6      |
| 6      | Canada        | 0   | 0       | 3      | 3      |
| 7      | Sudafrica     | 0   | 0       | 2      | 2      |
| Totale | Totale        | 26  | 24      | 24     | 74     |

## Podi

### Gare maschili
| Gara                                      | Oro                                                                               | Argento                                                          | Bronzo                                                                 |
| Ciclismo su strada                        |                                                                                   |                                                                  |                                                                        |
| Corsa in linea                            | Steele Von Hoff                                                                   | Jonathan Mould                                                   | Clint Hendricks                                                        |
| Corsa a cronometro                        | Cameron Meyer                                                                     | Harry Tanfield                                                   | Hamish Bond                                                            |
| Mountain biking                           |                                                                                   |                                                                  |                                                                        |
| Cross country                             | Samuel Gaze                                                                       | Anton Cooper                                                     | Alan Hatherly                                                          |
| Ciclismo su pista                         |                                                                                   |                                                                  |                                                                        |
| Inseguimento individuale                  | Charlie Tanfield                                                                  | John Archibald                                                   | Dylan Kennett                                                          |
| Inseguimento a squadre                    | Australia Leigh Howard Kelland O'Brien Alexander Porter Sam Welsford Jordan Kerby | Inghilterra Kian Emadi Ethan Hayter Charlie Tanfield Oliver Wood | Canada Michael Foley Jay Lamoureux Derek Gee Aidan Caves Adam Jamieson |
| Velocità                                  | Sam Webster                                                                       | Jack Carlin                                                      | Jacob Schmid                                                           |
| Velocità a squadre                        | Nuova Zelanda Ethan Mitchell Sam Webster Edward Dawkins                           | Inghilterra Philip Hindes Ryan Owens Joseph Truman               | Australia Patrick Constable Nathan Hart Jacob Schmid Matthew Glaetzer  |
| Corsa a punti                             | Mark Stewart                                                                      | Campbell Stewart                                                 | Ethan Hayter                                                           |
| Scratch                                   | Sam Welsford                                                                      | Campbell Stewart                                                 | Chris Latham                                                           |
| Keirin                                    | Matthew Glaetzer                                                                  | Lewis Oliva                                                      | Edward Dawkins                                                         |
| Chilometro da fermo                       | Matthew Glaetzer                                                                  | Edward Dawkins                                                   | Callum Skinner                                                         |
| Paraciclismo su pista                     |                                                                                   |                                                                  |                                                                        |
| Tandem velocità B1 Paralimpico            | Scozia Neil Fachie Matt Rotherham                                                 | Galles James Ball Peter Mitchell                                 | Australia Brad Henderson Tom Clarke                                    |
| Tandem chilometro da fermo B1 Paralimpico | Scozia Neil Fachie Matt Rotherham                                                 | Galles James Ball Peter Mitchell                                 | Australia Brad Henderson Tom Clarke                                    |

### Gare femminili
| Gara                                      | Oro                                                                    | Argento                                                                  | Bronzo                                                                         |
| Ciclismo su strada                        |                                                                        |                                                                          |                                                                                |
| Corsa in linea                            | Chloe Hosking                                                          | Georgia Williams                                                         | Danielle Rowe                                                                  |
| Corsa a cronometro                        | Katrin Garfoot                                                         | Linda Villumsen                                                          | Hayley Simmonds                                                                |
| Mountain biking                           |                                                                        |                                                                          |                                                                                |
| Cross country                             | Annie Last                                                             | Evie Richards                                                            | Haley Smith                                                                    |
| Ciclismo su pista                         |                                                                        |                                                                          |                                                                                |
| Inseguimento individuale                  | Katie Archibald                                                        | Rebecca Wiasak                                                           | Annette Edmondson                                                              |
| Velocità                                  | Stephanie Morton                                                       | Natasha Hansen                                                           | Kaarle McCulloch                                                               |
| Inseguimento a squadre                    | Australia Ashlee Ankudinoff Amy Cure Annette Edmondson Alexandra Manly | Nuova Zelanda Bryony Botha Rushlee Buchanan Kirstie James Racquel Sheath | Canada Allison Beveridge Ariane Bonhomme Annie Foreman-Mackey Stephanie Roorda |
| Velocità a squadre                        | Australia Kaarle McCulloch Stephanie Morton                            | Nuova Zelanda Emma Cumming Natasha Hansen                                | Inghilterra Lauren Bate Katy Marchant                                          |
| Corsa a punti                             | Elinor Barker                                                          | Katie Archibald                                                          | Neah Evans                                                                     |
| Scratch                                   | Amy Cure                                                               | Neah Evans                                                               | Emily Kay                                                                      |
| Keirin                                    | Stephanie Morton                                                       | Kaarle McCulloch                                                         | Natasha Hansen                                                                 |
| 500 metri a cronometro                    | Kaarle McCulloch                                                       | Stephanie Morton                                                         | Emma Cumming                                                                   |
| Paraciclismo su pista                     |                                                                        |                                                                          |                                                                                |
| Tandem velocità B1 Paralimpico            | Inghilterra Sophie Thornhill Helen Scott                               | Non assegnato                                                            | Non assegnato                                                                  |
| Tandem chilometro da fermo B1 Paralimpico | Inghilterra Sophie Thornhill Helen Scott                               | Non assegnato                                                            | Non assegnato                                                                  |